# Rhaphuma comosella
Rhaphuma comosella là một loài bọ cánh cứng trong họ Cerambycidae.